# Ponte Henry Hudson
A Ponte Henry Hudson (em inglês:  Henry Hudson Bridge) é uma ponte metálica na cidade de Nova Iorque, sendo cobrada uma taxa para sua utilização. Une o bairro de Bronx com a extremidade norte de Manhattan.

## História

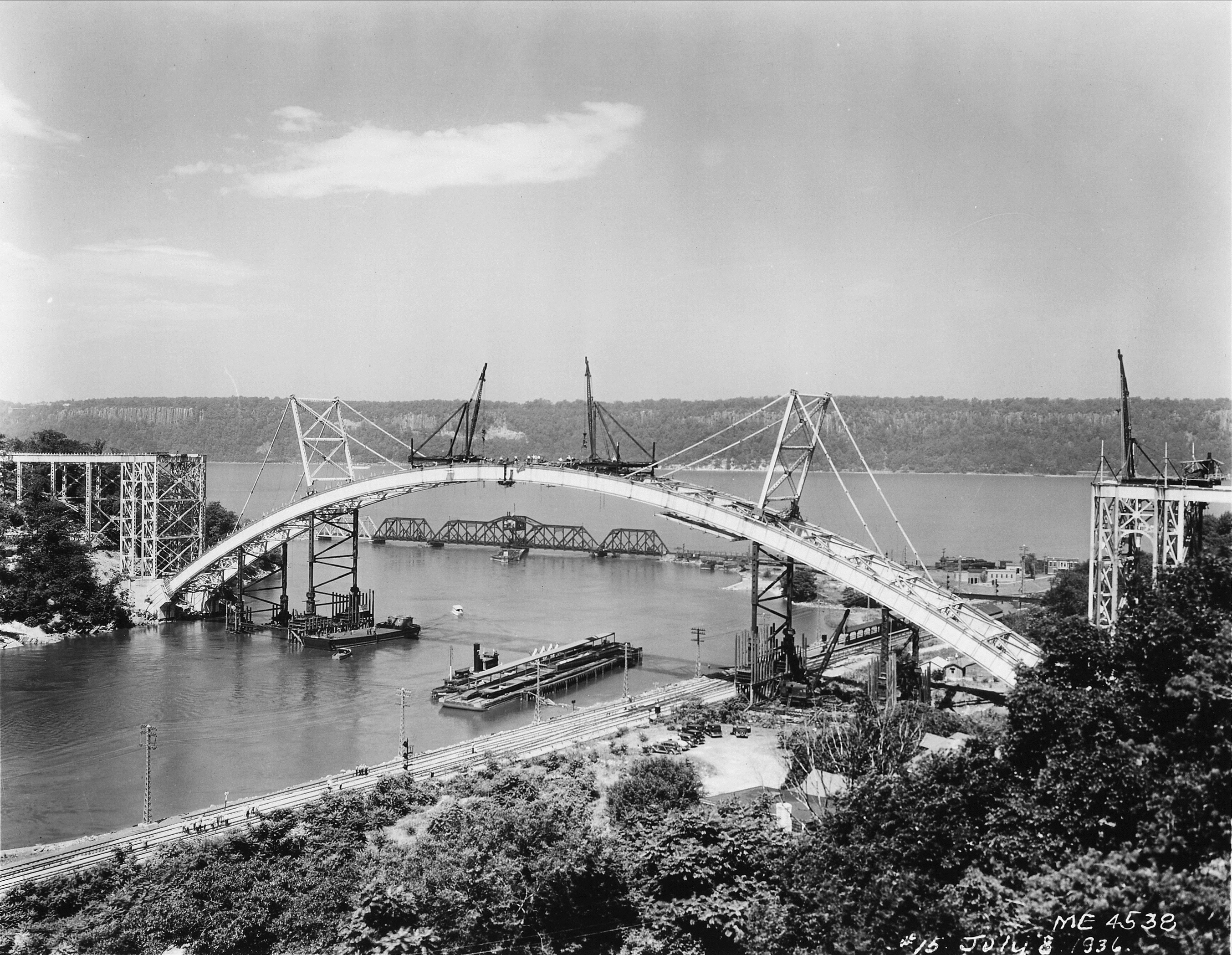
A Ponte Henry Hudson em construção

Em 1930 Robert Moses planejou a Henry Hudson Parkway, ligando a parte oeste de Manhattan com a fronteira da cidade de Nova Iorque. A construção da Ponte Henry Hudson iniciou em junho de 1935, concluída em 12 de dezembro de 1936.

## Construção

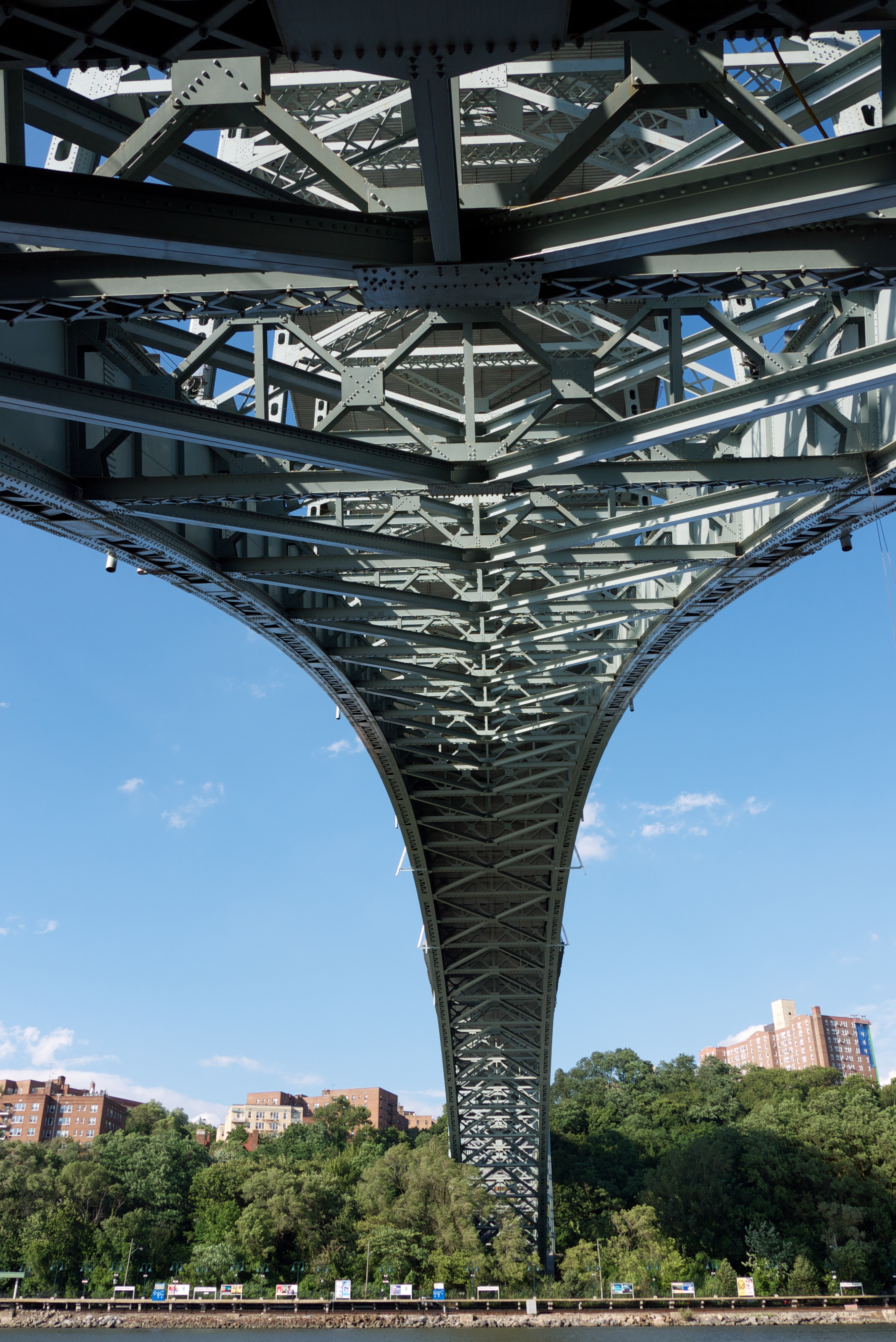
Parte inferior da Ponte Henry Hudson

A ponte foi projetada por David B. Steinman, com um comprimento de 673 m na inauguração a mais longa ponte em arco do mundo. Tem uma via para pedestres e dois planos de rodagem, tendo no total sete pistas. O plano superior serve para o trânsito para o Bronx e o plano inferior para Manhattan.